# Stefanie Böhler
Stefanie Böhler (Bad Säckingen, 27 de febrero de 1981) es una deportista alemana que compitió en esquí de fondo. 
Participó en cuatro Juegos Olímpicos de Invierno, entre los años 2006 y 2018, obteniendo dos medallas en la prueba por equipo, plata en 2006 (junto con Viola Bauer, Evi Sachenbacher-Stehle y Claudia Künzel) y bronce en Sochi 2014 (con Nicole Fessel, Claudia Nystad y Denise Herrmann).
Ganó una medalla de plata en el Campeonato Mundial de Esquí Nórdico de 2007, también en la prueba de relevo.

## Palmarés internacional
| Juegos Olímpicos   | Juegos Olímpicos | Juegos Olímpicos  | Juegos Olímpicos |
| Año                | Lugar            | Medalla           | Prueba           |
| ------------------ | ---------------- | ----------------- | ---------------- |
| 2006               | Turín (Italia)   | Medalla de plata  | Relevo 4 × 5 km  |
| 2014               | Sochi (Rusia)    | Medalla de bronce | Relevo 4 × 5 km  |
| Campeonato Mundial |                  |                   |                  |
| Año                | Lugar            | Medalla           | Prueba           |
| 2007               | Sapporo (Japón)  | Medalla de plata  | Relevo 4 × 5 km  |